# Phường 1, Quận 6
Phường 1 là một phường thuộc Quận 6, Thành phố Hồ Chí Minh, Việt Nam.
Phường 1 có diện tích 0,29 km², dân số năm 2021 là 10.002 người,  mật độ dân số đạt 34.489 người/km².
Phường là nơi đặt trụ sở của Ủy ban Nhân dân và Hội đồng nhân dân Quận 6.